# Södra Mölnerudstjärnen
Södra Mölnerudstjärnen är en sjö i Säffle kommun i Värmland och ingår i Göta älvs huvudavrinningsområde. Sjöns area är 0,022 kvadratkilometer och den befinner sig 199 meter över havet.